# Хараламбус, Михалис
Михалис Хараламбус (греч. Μιχάλης Χαραλάμπους; 29 января 1999, Ларнака, Кипр) — кипрский футболист, нападающий клуба АПОЭЛ.

## Биография

### Клубная карьера
Воспитанник клуба «Этникос» (Ахна). За основной состав команды дебютировал 18 мая 2014 года в матче чемпионата Кипра против АЕК (Куклия), в котором вышел на поле в стартовом составе и был заменён в перерыве. В феврале 2015 года подписал контракт с клубом АПОЭЛ, однако пробиться в основной состав команды не смог. За два с половиной сезона в АПОЭЛе сыграл лишь один матч. В сезоне 2017/18 на правах аренды вернулся в «Этникос», где провёл сезон в качестве игрока основы. Следующий сезон также провёл в аренде, в клубе португальской Сегунды «Варзин», но в Португалии вновь потерял игровую практику и за целый сезон сыграл за «Варзин» только два матча.

### Карьера в сборной
C 2014 года выступал за юношеские сборные Кипра до 17 и до 19 лет. Был капитаном обеих команд. С 2018 выступает за молодёжную сборную.

## Достижения
АПОЭЛ
- Чемпион Кипра (1): 2015/2016